# Sebastian Croft
Sebastian Theodore Kemble Croft (Oxford, 16 de diciembre de 2001) es un actor británico. Es conocido por sus papeles del joven Eddark Stark en Game of Thrones, el chico en Penny Dreadful y Ben Hope en Heartstopper, así como en las películas I'll Find You y Wonderwell.

## Carrera

### Teatro musical
Croft hizo su debut en el escenario de West End en 2010 en la producción de Oliver! (Theatre Royal Drury Lane). En 2011 hizo de "Gavroche" en Les Misérables (Queen's Theatre). Croft luego volvió a Oliver! haciendo el papel protagónico. En 2013 Croft hizo de "Tommy" en Matilda (Cambridge Theatre). Su última actuación como niño fue en El diario secreto de Adrian Mole (Leicester Curve). Otras de sus obras notables son: I Can't Sing, Bumblescratch, Danny Hero y The Braille Legacy. Entre sus conciertos y actuaciones está Rags (Lyric Theatre) y Concierto de caridad junto a Emeli Sande y Laura Wright. En enero de 2016 Croft apareció en una presentación en vivo de Bumblescratch en Trafalgar Square.

### Televisión
En 2016 Croft apareció en la serie, Houdini y Doyle (ITV, Fox), Penny Dreadful (Sky Atlantic, Showtime). Croft saltó a la fama al interpretar al joven Eddard Stark (interpretado por Sean Bean como adulto) en la sexta temporada de Game of Thrones. Además, recientemente, ha interpretado al personaje Ben Hope en la serie Heartstopper, de Netflix.

### Videoclip
En Navidad de 2014 Croft figuró junto a Michael Bublé y Idina Menzel en el videoclip de la canción "Baby It's Cold Outside" con la canción llegando al primer puesto en las listas de Billboard, pasando tres semanas ahí.

### Películas
Croft hizo los papeles de "Joven Robert Pulaski" en la película I'll Find You y de "Joven David Logan" en The Hippopotamus. Figuró en la película Wonderwell junto a Carrie Fisher y Rita Ora.

### Teatro (no-musical)
En 2014 su voz fue utilizada en la producción de Coriolanus. Croft figuró en la obra Emil and The Detectives en el papel protagónico de "Emil Tischbein". En 2016 Croft tuvo el papel de "Arturo I de Bretaña" en la obra de Shakespeare, Rey Juan.

## Vida personal
Croft tiene dislexia. Es una persona abiertamente queer. Para el Mes del Orgullo LGBT en 2022, Croft tuiteó que "había diseñado una camiseta con dos dinosaurios homosexuales besándose, recordando a todos que ser queer era algo que lleva ocurriendo desde siempre." Todo el dinero de estas ventas se destinó a Choose Love y Rainbow Railroad, dos organizaciones benéficas que, según Croft, ayudan a refugiados LGBT.

## Filmografía

### Películas
| Año  | Título                                        | Papel                | Director           | Notas                                      | Ref(s) |
| ---- | --------------------------------------------- | -------------------- | ------------------ | ------------------------------------------ | ------ |
| 2017 | The Hippopotamus                              | Joven David Logan    | John Jencks        |                                            |        |
| 2019 | Horrible Histories: The Movie – Rotten Romans | Atti                 | Dominic Brigstocke |                                            |        |
| 2019 | I'll Find You                                 | Joven Robert Pulaski | Martha Coolidge    | Originalmente titulada Music, War and Love |        |
| 2021 | Where Is Anne Frank                           | Peter van Daan       | Ari Folman         | Papel de voz                               |        |
| 2021 | School's Out Forever                          | Pugh                 | Oliver Milburn     |                                            |        |
| 2022 | Dampyr                                        | Yuri                 | Riccardo Chemello  |                                            |        |
| 2023 | Wonderwell                                    | Daniele              | Vlad Marsavin      |                                            |        |
| 2023 | How to Date Billy Walsh                       | Archie               | Alex Pillai        | Posproducción                              |        |

### Televisión
| Año       | Título               | Papel              | Productora | Notas                          | Ref(s) |
| --------- | -------------------- | ------------------ | ---------- | ------------------------------ | ------ |
| 2016      | Houdini y Doyle      | Newsie             | Fox        | Episodio: "Spring-Heel'd Jack" |        |
| 2016      | Game of Thrones      | Joven Eddard Stark | HBO        | Episodios: "Home", "The Door"  |        |
| 2016      | Penny Dreadful       | Boy Familiar       | Showtime   | 4 episodios                    |        |
| 2021      | Love, Death & Robots | Fletcher           | Netflix    | Episodio: "Ice"                |        |
| 2021      | Doom Patrol          | Charles Rowland    | HBO        | Episodio: "Dead Patrol"        |        |
| 2022–2023 | Heartstopper         | Ben Hope           | Netflix    | 13 episodios                   |        |

### Videoclips
| Año  | Canción                   | Artista                      | Notas | Ref(s) |
| ---- | ------------------------- | ---------------------------- | ----- | ------ |
| 2014 | "Baby, It's Cold Outside" | Michael Bublé e Idina Menzel |       |        |

### Videojuegos
| Año  | Título          | Papel        | Notas        | Ref(s) |
| ---- | --------------- | ------------ | ------------ | ------ |
| 2023 | Hogwarts Legacy | Protagonista | Papel de voz |        |

## Premios y nominaciones
| Año  | Premios                           | Categoría        | Película                                      | Resultado | Ref(s) |
| ---- | --------------------------------- | ---------------- | --------------------------------------------- | --------- | ------ |
| 2019 | British Academy Children's Awards | Joven Intérprete | Horrible Histories: The Movie – Rotten Romans | Nominado  | [ 15 ] |